# 37556 Svyaztie
37556 Svyaztie è un asteroide della fascia principale. L'asteroide scoperto nel 1982 da Nikolaj Stepanovič Černych e Brian Marsden presso l'Osservatorio astrofisico della Crimea, presenta un'orbita caratterizzata da un semiasse maggiore pari a 2,2953809 UA e da un'eccentricità di 0,2344746, inclinata di 5,40864° rispetto all'eclittica.
Il nome scelto, che è la concatenazione delle parole svjaz' (in cirillico: связь?) e tie che significano "connessione" rispettivamente in russo e inglese, intende sottolineare la collaborazione ed amicizia tra i due scopritori capace di superare barriere nazionali e politiche.